# Campodea vagans
Campodea vagans är en urinsektsart som beskrevs av Peter Wolfgang Wygodzinsky 1944. Campodea vagans ingår i släktet Campodea och familjen Campodeidae. Inga underarter finns listade.